# Favorite Channel
Favorite Channel is een natuurlijk kanaal in de Alexanderarchipel in de Alaska Panhandle in het zuidoosten van Alaska in de Verenigde Staten. De waterweg is onderdeel van de Inside Passage.

## Geografie
De waterweg heeft een lengte van 25 kilometer en strekt zich uit van het Lynn Canal in het noordwesten tot Stephens Passage in het zuidoosten. Het scheidt de eilanden Lincoln Island en Shelter Island in het westen van het vasteland in het oosten. Op ongeveer tien kilometer naar het zuidoosten ligt de hoofdstad van Alaska, Juneau.

## Geschiedenis
In 1880 werd de waterweg vernoemd door officieren van de Amerikaanse marine, naar de 24 meter stoomboot Favorite (gebouwd in 1874), die door de marine werd gecharterd voor landmeetkundig werk in Alaska, en later werd gebruikt om handel te drijven en te vissen op haring in Killisnoo. De eerste Europeaan die het kanaal doorkruiste en in kaart bracht was Joseph Whidbey, kapitein van HMS Discovery tijdens de expeditie van George Vancouver van 1791-1795 in 1794.
Het waterlichaam ligt in de mariene ecoregio Noord-Amerikaans Pacifisch Fjordland.